# Pseudarchaster diversigranulatus
Pseudarchaster diversigranulatus is een kamster uit de familie Pseudarchasteridae.
De wetenschappelijke naam van de soort werd in 1938 gepubliceerd door Macan.